# Nextcloud
Nextcloud – pakiet oprogramowania klient-serwer do tworzenia i korzystania z usług hostingu plików. Jest gotowy do pracy w przedsiębiorstwach z kompleksowymi opcjami wsparcia. Ponieważ jest to wolne i otwarte oprogramowanie, każdy może je zainstalować i używać na swoich własnych serwerach.

## Historia
W kwietniu 2016 roku programista Frank Karlitschek wraz z grupą współpracowników, pracujących nad oprogramowaniem ownCloud, opuścili firmę niezadowoleni z działania firmy.
W ten sposób dokonał się fork i powstała firma Nextcloud GmbH, nadal aktywnie rozwijająca oprogramowanie pod nazwą NextCloud.
Fork był następstwem wpisu na blogu Karlitschka, w którym wyrażał niezadowolenie z działalności firmy. Nie pojawiły się oficjalne oświadczenia na ten temat powodu forka.
2 czerwca, w ciągu 12 godzin od ogłoszenia forka, amerykańska firma ownCloud Inc. ogłosiła zakończenie działalności ze skutkiem natychmiastowym,. Firma ownCloud GmbH trwała dalej, ponieważ finansowanie zapewnili nowi inwestorzy i przejęła działalność ownCloud Inc.

## Działanie
Nextcloud jest funkcjonalnie podobny do Dropbox, Office 365 lub Google Drive, gdy jest używany ze swoimi zintegrowanymi rozwiązaniami pakietu biurowego Collabora Online lub OnlyOffice. Może być hostowany w chmurze lub on-premises. Jest skalowalny od domowych rozwiązań biurowych opartych na tanim Raspberry Pi aż po pełnowymiarowe rozwiązania w centrach danych obsługujące miliony użytkowników.